# ザ・セサミブラザーズ

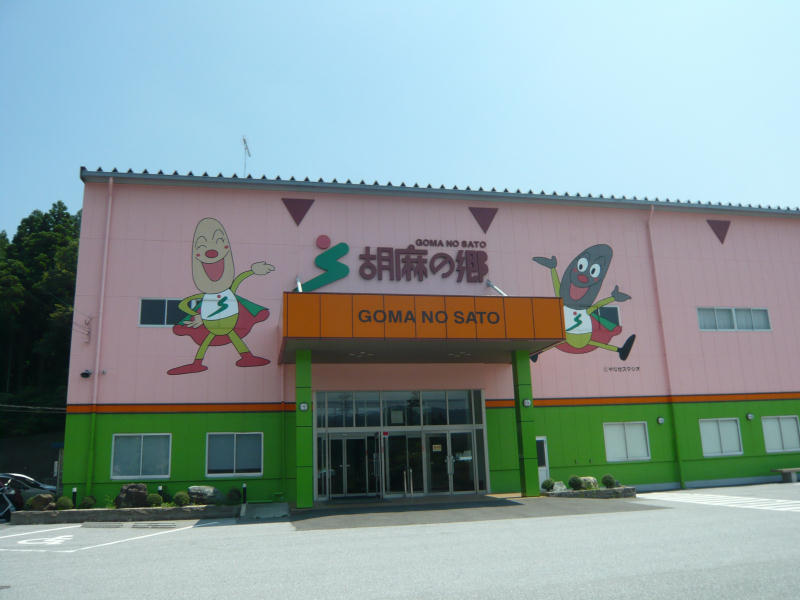
ザ・セサミブラザーズ

ザ・セサミブラザーズとは、胡麻の郷及び株式会社真誠のマスコットキャラクターである。

## 概要
1999年（平成11年）に株式会社真誠のキャンペーンで作成された絵本のキャラクター。
シロゴマンとクロゴマンのふたりでザ・セサミブラザーズが構成されている。

## 作者
- やなせたかし

## 設定
- 出生 - しろいゴマからシロゴマン、くろいゴマからクロゴマンが生まれた。
- 技 - スリゴマパンチ
- 必殺技 - 顔（ごま）の皮がむけたらパワーが100倍になる

## 絵本登場キャラクター
- ゴマダさん家族
- コレステローラー
- ペロリン
- ゴマのおうさま
- ゴマのおうひさま